# Lole y Manuel
Pour les articles homonymes, voir Lole (homonymie).

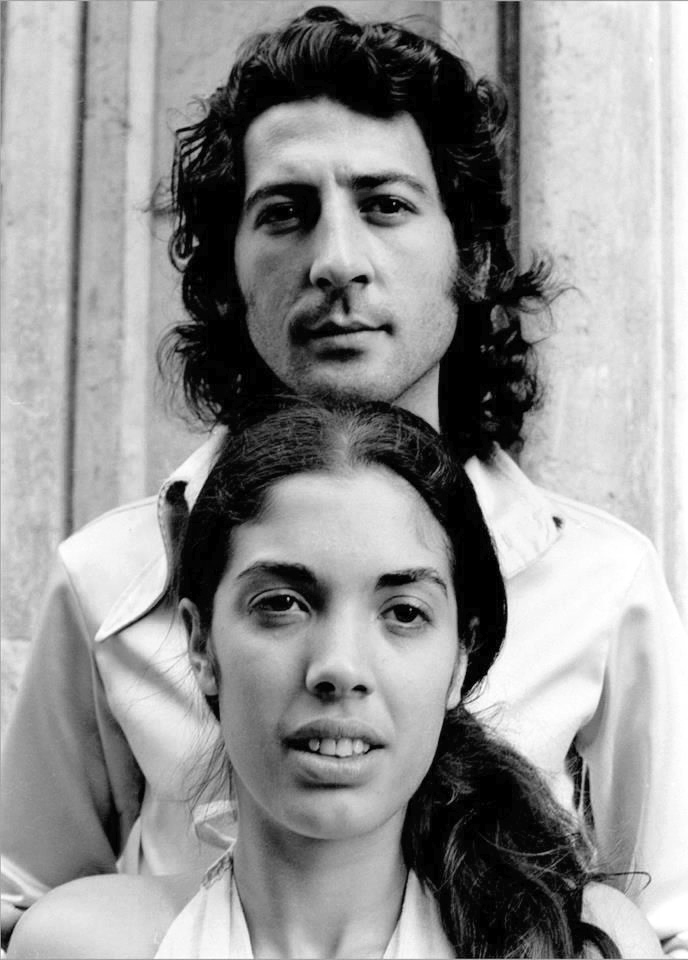

Lole y Manuel est un groupe espagnol de flamenco, formé au milieu des années 1970, et composé de la chanteuse et danseuse Dolores Montoya Rodríguez (es) (Séville, 1954) et du guitariste Manuel Molina Jiménez (es) (Ceuta, 1948 - San Juan de Aznalfarache, 2015). Ce groupe est notamment l'un des précurseurs du  mouvement du nouveau flamenco.
Ce groupe a également fait des apparitions dans le film Flamenco de Carlos Saura. Le titre Tu Mirá apparaît dans la bande originale du film Kill Bill (volume 2).
Manuel décède d'un cancer le 19 mai 2015 il avait 67 ans.

## Discographie
| Nuevo día (1975) 1. Nuevo día 2. Tangos canasteros 3. Bulerías de la luna 4. Un cuento para mi niño 5. La plazuela y el tardón 6. El río de mi Sevilla 7. Todo es de color 8. Por primera vez 9. Con hojas de menta 10. Sangre gitana y mora Pasaje del agua (1976) 1. Tu mirá 2. Dime 3. Ay, ay, ay 4. Giralda 5. Alegrías de la Lole 6. Bulerías de Manuel 7. Alquivira 8. Taranto del hombre Lole y Manuel (1977) 1. Romero verde 2. Oscura plata 3. Anta Oumri 4. Bulería de la pena 5. Soleá 6. Canción de lirios moraos 7. Canto de sal 8. Recuerdo 9. Tangos de la pimienta Al alba con alegría (1980) 1. Cabalgando 2. Alba por alegrías 3. Amigo del beso falso 4. Oliendo a yerbabuena 5. Tierra que canta 6. Calor de la manta 7. Conversación de gitanos 8. Tangos del almendro | Grandes Éxitos (1988) 1. Tu mirá 2. Romero verde 3. Al alba por alegrías 4. Oliendo a yerbabuena 5. Cabalgando 6. Dime 7. Tangos de la pimients 8. Desde Córdoba a Sevilla 9. Alegrías de la Lole 10. Bulería de la pena 11. Tierra que canta 12. Ay, ay, ay 13. Tangos del almendro 14. Mañana blanca Alba Molina (1994) 1. Alba Molina 2. Sueño marinero 3. Tango de la flor 4. Si yo pudiera 5. Verde aceituna 6. El silbo de la calle 7. A Udes. Señores míos 8. Arriba el Cielo Una voz y una guitarra (1995) 1. Dime 2. Tierra que canta 3. Recuerdo escolar 4. Alba Molina 5. Giralda 6. Al alba por alegrías 7. Romero verde 8. Tangos de la flor 9. Verde aceituna 10. Bulerías de Manuel 11. Almutamid 12. Todo es de color 13. Balcón 14. Nuevo día 15. Desde Córdoba a Sevilla 16. Cabalgando 17. Tu mirá 18. Aljarafe |